# Duplexwoning

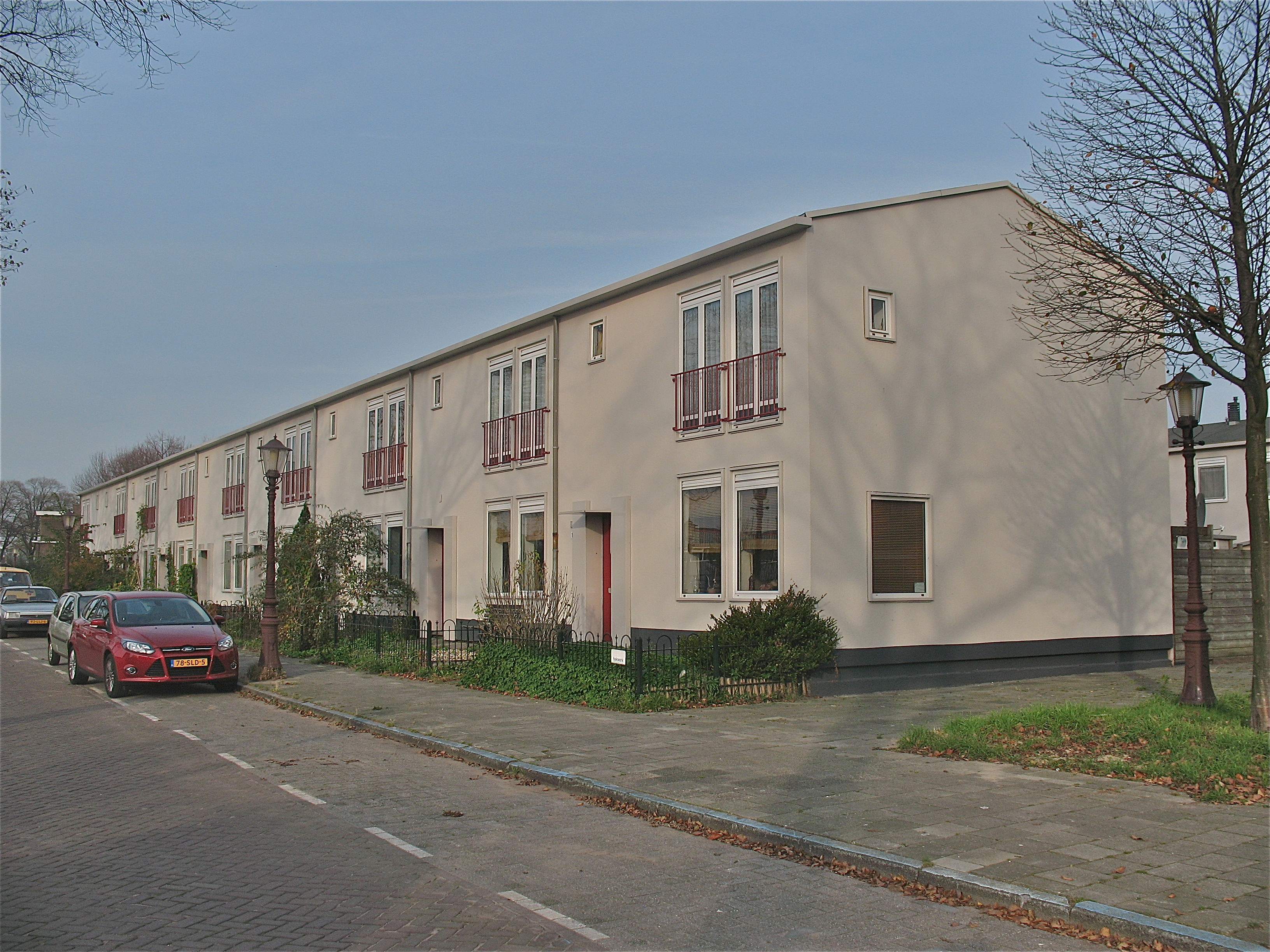
Duplexwoningen aan de Ranonkelkade in de Van der Pekbuurt in Amsterdam-Noord

Een duplexwoning is een woning, hetzij een eengezinswoning of een woning in een meergezinshuis, die (al dan niet tijdelijk) gesplitst is in twee deelwoningen. De term duplex kan ook verwijzen naar een woning met twee verdiepingen (terwijl een woning met drie verdiepingen een triplex wordt genoemd). In onder meer de Verenigde Staten en Canada kan de term ook verwijzen naar een twee-onder-een-kapwoning.

## Nederland
Deze splitsing is een methode die na de Tweede Wereldoorlog in Nederland werd toegepast, met het oog op de toen heersende woningnood, om kleine gezinnen aan woonruimte te helpen. De tijdelijkheid vindt haar oorzaak in het feit dat de deelwoningen niet helemaal voldoen aan de bepalingen van de toen geldende bouwverordening. Verder was het de bedoeling de splitsing, wanneer de woningnood verminderd zou zijn, op te heffen.